# آن‌تیک (آن‌جانگ)
آن‌تیک  (به ویتنامی: An Tức) یک قصبه در ویتنام است که در شهرستان چی‌تون، استان آن‌جانگ واقع شده‌است.